# ISO 3166-2:BY
ISO 3166-2:BY стандарт Міжнародної організації зі стандартизації, який визначає ГеоКод. Є підмножиною стандарту ISO 3166-2, що належать Білорусі. 
Стандарт охоплює шість областей. Позначення столиці Білорусі — міста Мінськ — включено в позначення Мінської області. 
Кожний код складається з двох частин: коду ISO 3166-1 для Білорусі — BY та двохсимвольного коду, записаних через дефіс. 
Додатковий дволітерний код утворений співзвучно з англомовною назвою областей.

## ГеоКод першого рівня для Білорусі
ГеоКод 6 областей адміністративно-територіального поділу Білорусі:

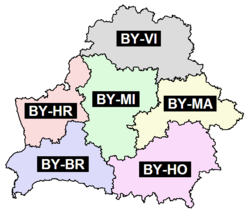
ГеоКод областей Білорусі за стандартом ISO 3166-2:BY

| Код   | Адміністративна одиниця |         |
| ----- | ----------------------- | ------- |
| BY-HM | Мінськ                  | місто   |
| BY-BR | Брестська область       | область |
| BY-HO | Гомельська область      | область |
| BY-HR | Гродненська область     | область |
| BY-MA | Могильовська область    | область |
| BY-MI | Мінська область         | область |
| BY-VI | Вітебська область       | область |

## Коди ISO 3166-2 сусідніх держав
- Росія — ISO 3166-2:RU (на сході)
- Україна — ISO 3166-2:UA (на півдні)
- Польща — ISO 3166-2:PL (на заході)
- Литва — ISO 3166-2:LT (на північному заході)
- Латвія — ISO 3166-2:LV (на півночі)